# Akira Ifukube
Akira Ifukube (伊福部 昭?, Ifukube Akira; Kushiro, 31 maggio 1914 – Tokyo, 8 febbraio 2006) è stato un compositore giapponese di musica classica e colonne sonore.

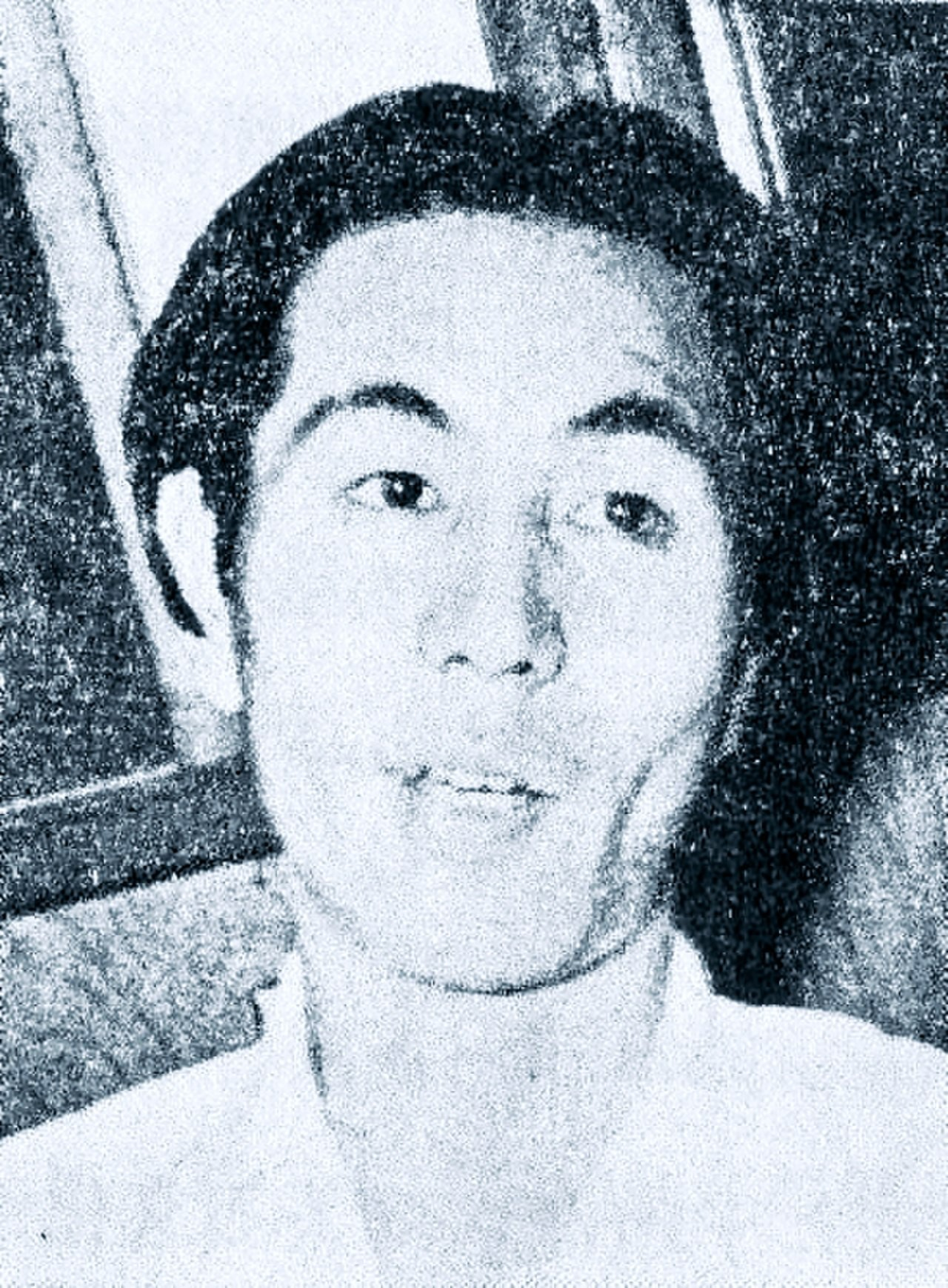
Akira Ifukube

Influenzato dalla musica tradizionale giapponese, è noto soprattutto per aver realizzato la colonna sonora dei film della serie Godzilla.

## Biografia
Terzo figlio di un sacerdote scintoista, si dedica fin dall'infanzia allo studio del violino e dello shamisen. Dopo aver studiato scienze forestali presso l'università di Hokkaido, nel 1935 ottiene un primo riconoscimento: la sua prima composizione per orchestra, Rapsodia in Giappone, vince il primo premio in un concorso internazionale per giovani compositori organizzato da Alexander Tcherepnin. Nel 1938, una sua suite per pianoforte ottiene una menzione d'onore al Festival dell'I.S.C.M. (International Society for Contemporary Music) tenutosi quell'anno a Venezia.
Dal 1945 al 1953 insegna presso la Scuola di Musica di Tokyo (ora Università delle arti di Tokyo); in questo periodo compone la prima musica per un film, il tema di chiusura di The End of the Silver Mountains (1947). Nei successivi quindici anni, Ifukube comporrà oltre duecentocinquanta colonne sonore, fra cui le più celebri sono probabilmente quelle di Godzilla (1954) e Il trionfo di King Kong (1962). Ifukube è inoltre il creatore del caratteristico ruggito di Godzilla, ottenuto dallo sfregamento, lungo le corde di un contrabbasso, di un guanto in pelle ricoperto di resina vegetale.
Nonostante l'enorme successo ottenuto in campo cinematografico, Ifukube continuò a coltivare la passione per la musica classica. Nel 1974 tornò a insegnare presso la Università delle arti di Tokyo, diventandone direttore l'anno seguente. Nel 1987 lasciò l'incarico, per diventare presidente del dipartimento di etnomusicologia dell'università. Ifukube ebbe fra i suoi allievi Toshiro Mayuzumi, Yasushi Akutagawa e Kaoru Wada. Inoltre pubblicò Orchestration, un libro di teoria musicale di oltre mille pagine.

## Riconoscimenti
Nel 1956 ha vinto il premio del Premio cinematografico Mainichi, nella categoria Migliore colonna sonora, per tre pellicole: Mahiru no ankoku, L'arpa birmana ed Onibi. Nel 2007 ha vinto il premio Awards of the Japanese Academy alla carriera.
Il governo giapponese ha insignito Ifukube dell'Ordine della Cultura. In seguito gli è stata attribuita l'onorificenza dell'Ordine del Sacro Tesoro.

## Opere principali

### Colonne sonore per film
- Godzilla (1954)
- Rodan (1956)
- L'arpa birmana (1956)
- I misteriani (1957)
- Varan the Unbelievable (1958)
- Inferno nella stratosfera (1959)
- Il trionfo di King Kong (1962)
- Atragon (1963)
- Watang! Nel favoloso impero dei mostri (1964)
- Dogora - Il mostro della grande palude (1964)
- Ghidorah, the Three-Headed Monster (1964)
- Frankenstein alla conquista della Terra (1965)
- L'invasione degli astromostri (1965)
- Kong, uragano sulla metropoli (1966)
- King Kong, il gigante della foresta (1967)
- Destroy All Monsters (1968)
- Latitudine zero (1969)
- Gojira Minira Gabara - All kaijū dai shingeki (1969)
- Atom, il mostro della galassia (1970)
- Godzilla contro i giganti (1972)
- Distruggete Kong! La Terra è in pericolo! (1975)
- Godzilla contro King Ghidorah (1991)
- Godzilla contro Mothra (1992)
- Gojira VS Mekagojira (1993)
- Monster Planet of Godzilla (1994)
- Gojira tai Desutoroia (1995)